# Gmina Bennington (Iowa)
Gmina Bennington (ang. Bennington Township) – gmina w USA, w stanie Iowa, w hrabstwie Black Hawk. Według danych z 2020 roku gmina miała 486 mieszkańców.